# Tara Thornton
Tara Mae Thornton è un personaggio immaginario del Ciclo di Sookie Stackhouse, una serie di romanzi scritti da Charlaine Harris.
Tara è un personaggio minore della saga letteraria, che appare per la prima volta nel secondo romanzo Morti viventi a Dallas, per poi apparire in modo ricorrente nei successivi romanzi.
Nella serie televisiva della HBO True Blood, basata sui romanzi della Harris, Tara è interpretata dall'attrice Rutina Wesley.

## Biografia del personaggio
Tara è ritratta come una donna afroamericana dal carattere forte ed orgoglioso, spesso in conflitto con le regole sociali. Nei romanzi, poco viene raccontato della sua famiglia, fatta eccezione per l'abuso di alcool dei suoi genitori, specialmente di sua madre. Nel quarto libro Morto per il mondo, viene rivelato che Tara ha un fratello e una sorella, che hanno lasciato Bon Temps non appena possibile.
Tara è amica di Sookie Stackhouse dai tempi del liceo, ma pur vivendo nella stessa città, le due si frequentano poco. Nella serie televisiva, invece, le due sono molto amiche, sono cresciute assieme e Sookie ha ospitato l'amica a casa sua ogni volta che la madre diventava manesca a causa dell'alcool. Tara gestisce il Tara's Togs, un negozio di abbigliamento all'interno di un centro commerciale, di proprietà di Bill Compton (nella serie televisiva è una barista).

### Relazioni
Nel secondo romanzo, Morti viventi a Dallas, Tara ha una relazione con il bisessuale Benedict "Eggs" Talley, ma il loro rapporto finisce quando l'orgia segreta che frequentavano finisce male. Sookie incontra Tara al Club Dead di Jackson, in compagnia del vampiro Franklin Mott. Nel libro successivo, Morto per il mondo, Sookie incontra nuovamente Tara a bordo di una Camaro nuova fiammante, dono di Franklyn; in seguito Franklyn lascia Tara e la "dona" allo spaventoso vampiro Mickey, come saldo di un vecchio debito. Sookie, con l'aiuto di Eric, salva l'amica dagli abusi di Mickey.
Nei romanzi successivi, intreccia una relazione con JB du Rone, amico d'infanzia di lei e Sookie.

## Adattamento televisivo
Nella serie televisiva della HBO True Blood, basata sui romanzi della Harris, Tara è interpretata dall'attrice Rutina Wesley. Inizialmente il ruolo fu interpretato nell'episodio pilota dall'attrice Brook Kerr, poi sostituita dalla Wesley.

### Prima stagione

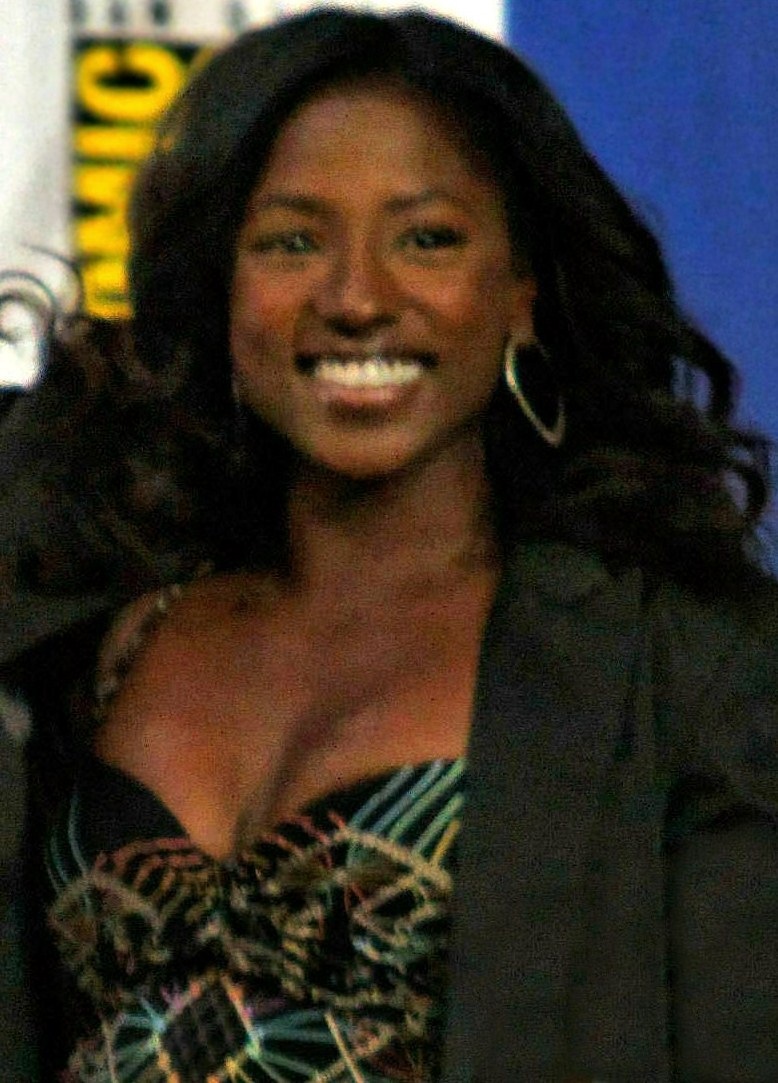
Rutina Wesley interprete di Tara Thornton.

Tara vive assieme alla madre Lettie Mae, una donna alcolizzata e fondamentalista, che le ha reso da sempre la vita difficile. A causa della vita familiare difficile, Tara è cresciuta con un carattere forte e spigoloso e proprio per questo non è mai riuscita a tenersi un lavoro fisso. All'inizio della serie viene assunta come barista nel locale di Sam Merlotte, dove suo cugino Lafayette lavora come cuoco. Nella prima stagione inizia una breve relazione sessuale con Sam, nonostante abbia avuto da sempre una cotta per il fratello di Sookie, Jason.
Nonostante gli abusi che le ha fatto subire, Tara si preoccupa profondamente del benessere della madre, cercando di aiutarla ogni volta che può. Arriva a partecipare ad un esorcismo, quando la madre si convince che il suo alcolismo sia colpa di una possessione demoniaca. Dopo un incidente, causato dallo stato di ebbrezza, Tara viene arrestata ma la madre si rifiuta di pagarle la cauzione; viene invece aiutata da una misteriosa donna di nome Maryann Forrester, che si presenta come una sorta di assistente sociale che vuole aiutarla. Tara accetta l'aiuto della donna e va a vivere nella sua lussuosa villa.

### Seconda stagione
Nella seconda stagione Tara inizia una relazione con l'affascinante Eggs, anch'egli ospite di Maryann. Nel corso della stagione, Tara, Eggs e gran parte degli abitanti di Bon Temps vengono manipolati e tenuti sotto l'influsso di Maryann, che si scopre essere una pericolosa menade. Inizialmente viene salvata dalla madre e dal cugino e con l'aiuto di Sookie e Bill sfugge al controllo di Maryann; viene bloccata in casa, ma riesce a fuggire per liberare Eggs, solo che viene nuovamente soggiogata da Maryann. Quando la menade viene finalmente eliminata, Tara pensa di poter vivere serenamente la sua storia d'amore con Eggs, ma lo trova morto, ucciso involontariamente da Jason Stackhouse.

### Terza stagione
Nella terza stagione, Tara è profondamente depressa per la morte di Eggs, arrivando a tentare il suicidio. Nel corso della stagione incontra il misterioso vampiro Franklin Mott, con cui finisce a letto. Franklin rapisce Tara e la porta a vivere nel palazzo del re del Mississippi Russell Edgington, pianificando il loro matrimonio.